# 270 بارك أفينيو (1960–2021)
270 بارك أفنيو، المعروف أيضًا باسم برج جي بي مورغان تشيس ومبنى يونيون كاربايد, كان ناطحة سحاب في حي وسط مانهاتن في مدينة نيويورك. تم بناؤه في عام 1960 لصالح شركة الكيماويات يونيون كاربايد، وصممه المهندسان المعماريان غوردون بونشافت وناتالي دي بلوا من سكيدمور، أوينجز وميريل (SOM). كان المبنى المكون من 52 طابقًا، وارتفاعه 707 متر, لاحقًا المقر الرئيسي العالمي لشركة جي بي مورغان تشيس. تم هدمه في عام 2021 لإفساح المجال لناطحة سحاب أطول في نفس الموقع. كان مبنى يونيون كاربايد وقت تدميره أطول مبنى يتم هدمه طواعية في العالم.
شغل المبنى كتلة حي كاملة يحدها الجادة ماديسون وشارع 48 وبارك أفنيو وشارع 47. تألف من جزئين: برج مكون من 52 طابقًا يطل على بارك أفنيو من الشرق ومبنى ملحق مكون من 12 طابقًا يطل على الجادة ماديسون من الغرب، محاطين بساحات عامة. تم بناء حوالي ثلثي 270 بارك أفنيو فوق مستويين من مسارات السكك الحديدية تحت الأرض، والتي تمتد مباشرة إلى محطة غراند سنترال في الجنوب. هذا لم يمنع فقط بناء قبو تحت معظم الموقع ولكنه تطلب أيضًا أن يكون البهو على ارتفاع طابق واحد فوق مستوى الأرض. تم تصميم مكاتب يونيون كاربايد وفقًا لشبكة من وحدات. احتوت المكاتب على أثاث قابل للتعديل وحواجز، بالإضافة إلى أسقف مضيئة. تلقى مبنى يونيون كاربايد آراء مختلطة خلال وجوده، وساهمت الساحات المحيطة به في قرار تقسيم المناطق لعام 1961.
كان الموقع يشغله فندق مارغوري بين عامي 1917 و1957. استأجرت يونيون كاربايد الأرض من سكة حديد نيويورك المركزية (لاحقًا شركة بن سنترال للنقل) وأعلنت خططها للمبنى في عام 1955. انتقلت يونيون كاربايد إلى مقرها في عام 1960 واستحوذت على الأرض الأساسية في عام 1976 بعد إفلاس بن سنترال. بعد ثلاث سنوات من المفاوضات، وافقت يونيون كاربايد في عام 1978 على بيع المبنى إلى شركة مانوفاكتوررز هانوفر. انتقلت مانوفاكتوررز هانوفر إلى 270 بارك أفنيو في عام 1980 وجددت المبنى. من خلال عدة عمليات اندماج، أصبحت مانوفاكتوررز هانوفر جزءًا من جي بي مورغان تشيس، الذي أعلن عن خطط لهدم المبنى في عام 2018. على الرغم من اعتراضات دعاة الحفظ، تم هدم مبنى يونيون كاربايد بين عامي 2019 و2021.

## الموقع
كان 270 بارك أفنيو يقع في حي منتصف مانهاتن بمدينة نيويورك. شغل المبنى كتلة مدينة كاملة محاطة بـالجادة ماديسون من الغرب، وشارع 48 من الشمال، وبارك أفنيو من الشرق، وشارع 47 (مانهاتن) من الجنوب. بلغت مساحة قطعة الأرض حوالي 80000 قدم مربع مع واجهة بعرض 200 قدم على كل من الجادتين و400 قدم على كل من الشارعين. ومن بين المباني المجاورة مكتبة نيويورك التجارية القديمة و400 ماديسون أفنيو غربًا؛ وبرج 49 شمال غرب؛ و277 بارك أفنيو شرقًا؛ و245 بارك أفنيو جنوب شرق؛ و383 ماديسون أفنيو جنوبًا.
بحلول أواخر القرن التاسع عشر، كانت خط سكة حديد بارك أفنيو تمر عبر قطع مفتوح في منتصف بارك أفنيو. تم تغطية الخط مع بناء محطة غراند سنترال في أوائل القرن العشرين، مما أدى إلى تطور المنطقة المحيطة بها والمعروفة بـمدينة المحطة. من بين التطورات التي حدثت في المنطقة مبانٍ مكتبية مثل مبنى تشانين، ومبنى بنك بوويري سيفينغز، ومبنى نيويورك سنترال، بالإضافة إلى فنادق مثل بيلتمور، وكومودور، ووالدورف أستوريا، وسميت. على موقع 270 بارك أفنيو، قام المطور تشارلز في. باتيرنو ببناء مجمع فندقي مكون من ستة مبانٍ تحت اسم فندق مارغوري، والذي افتتح في عام 1917. كان الفندق المكسو بالحجر مكونًا من 12 طابقًا ومصممًا على طراز إحياء النهضة. بحلول عام 1920، أصبحت المنطقة ما وصفته صحيفة نيويورك تايمز بـ"مركز حضاري كبير". في ذلك الوقت، كان الجزء من بارك أفنيو شمال محطة غراند سنترال يضم العديد من المنازل السكنية للأثرياء. تم استبدال العديد من الهياكل السكنية على بارك أفنيو بناطحات سحاب تجارية بطراز الطراز الدولي خلال الخمسينيات والستينيات.

### ملكية مانوفاكتوررز هانوفر وجي بي مورغان تشيس

#### الثمانينيات والتسعينيات
بدأت شركة مانوفاكتوررز هانوفر نقل موظفيها إلى مبنى 270 بارك أفنيو في أوائل عام 1981، مع خطط لإتمام الانتقال بحلول نهاية عام 1982. تم تأجيل الجدول الزمني لاحقًا إلى أوائل عام 1983. باعت مانوفاكتوررز هانوفر مقرها القديم في 350 بارك أفنيو واستأجرت المساحة من المالك الجديد مؤقتًا حتى اكتمال الانتقال. بعد اكتمال الانتقال، أنفقت الشركة 75 مليون دولار لتجديد المبنى ليصبح مقرها الرئيسي العالمي. صمم المكتب الهندسي SOM التعديلات، والتي شملت إزالة الطابق الميزاني، وتجديد الساحة بإضافة نافورتين، وتجديد الأرضيات والأسقف والتركيبات الداخلية. بعد التجديدات، شغلت مانوفاكتوررز هانوفر كامل المبنى، باستثناء جزء من الطابقين السادس والسابع، والتي تم تأجيرها لشركة C. Itoh & Co.

#### العقد الأول والعقد الثاني من القرن الحادي والعشرين
اندمجت جيه. بي. مورغان وشركاه مع تشيس مانهاتن في عام 2000 لتشكيل جي بي مورغان تشيس، والتي انتقلت من 60 وول ستريت. أدى هذا الاندماج إلى إجهاد قدرة المبنى بشكل أكبر، مما دفع جي بي مورغان تشيس إلى استئجار مساحات إضافية في مواقع أخرى.
في عام 2011، شهد المبنى تجديدًا شاملاً أضاف سطحًا أخضر، وأنظمة تبريد، وخزانًا لجمع مياه الأمطار. حصل المبنى على شهادة LEED البلاتينية في عام 2012.

### تأثير قوانين تقسيم المناطق
ساعد وجود ساحات المبنى في التأثير على قرار تقسيم المناطق لعام 1961، وهو قانون تقسيم يسمح لمطوري العقارات في مدينة نيويورك بزيادة المساحات الطابقية القصوى لمبانيهم مقابل إضافة مساحات مفتوحة أمام المباني. كان هذا على عكس نموذج "كيكة الزفاف" في قرار تقسيم المناطق لعام 1916، الذي كان يتطلب تراجعات منتظمة. قبل تطبيق قوانين تقسيم المناطق لعام 1961، كان 270 بارك أفنيو واحدًا من العديد من المباني في مدينة نيويورك التي أُنشئت ككتلة خلف ساحة؛ من بين هذه المباني مبنى سيغرام، 1271 أفينيو أوف ذا أميريكاز، و28 ليبرتي ستريت. تم إنشاء ساحات في مدينة نيويورك خلال العقد الذي تلا تعديل قوانين تقسيم المناطق.

### الاستشهادات
1. 1 2 3  "200 بارك أفنيو، 10017". إدارة تخطيط مدينة نيويورك. اطلع عليه بتاريخ 2020-03-20. {{استشهاد ويب}}: الوسيط |مسار أرشيف= غير صحيح: تاريخ (مساعدة)صيانة الاستشهاد: url-status (link)
2. ↑  Architectural Forum، صفحة 115
3. ↑  فيتش، جيمس مارستون؛ وايت، ديانا إس. (1974). محطة غراند سنترال ومركز روكفلر: تقييم تاريخي وناقد لأهميتهما. ألباني، نيويورك: القسم. ص. 6.
4. ↑  كاراتزاس، مايكل (22 نوفمبر 2016). 400 ماديسون أفنيو (PDF) (Report). لجنة الحفاظ على معالم مدينة نيويورك. ص. 5. مؤرشف من الأصل (PDF) في 2021-05-06. اطلع عليه بتاريخ 2019-10-17.
5. 1 2  "برج جي بي مورغان تشيس". إيمبوريس. مؤرشف من الأصل في 2013-12-25. اطلع عليه بتاريخ 2014-09-13.{{استشهاد ويب}}:  صيانة الاستشهاد: مسار غير صالح (link)
6. 1 2  "إتمام مجمع شقق كبير" (PDF). نيويورك تايمز. 17 يونيو 1917. مؤرشف من الأصل (PDF) في 2022-03-27. اطلع عليه بتاريخ 2020-08-21. {{استشهاد بخبر}}: الوسيط |حالة المسار=حي غير صالح (مساعدة)
7. ↑  بولاك، مايكل (15 يوليو 2007). "إيقافه بالفعل". نيويورك تايمز. مؤرشف من الأصل في 2020-09-14. اطلع عليه بتاريخ 2020-08-21. {{استشهاد بخبر}}: الوسيط |حالة المسار=حي غير صالح (مساعدة)
8. ↑  "مبنى آخر لمنطقة المحطة؛ هيكل تجاري من 12 طابقًا سيتم بناؤه مقابل فندق كومودور". نيويورك تايمز. 14 سبتمبر 1920. مؤرشف من الأصل في 2019-10-17. اطلع عليه بتاريخ 2019-10-17.
9. ↑  غراي، كريستوفر (19 أغسطس 2010). "تغطية السكة دفعت أموالاً طائلة". نيويورك تايمز. مؤرشف من الأصل في 2019-10-17. اطلع عليه بتاريخ 2022-04-24.
10. ↑  شلشتنغ، كورت سي. (2001). محطة غراند سنترال: السكك الحديدية والهندسة المعمارية والهندسة في نيويورك. دار نشر جامعة جونز هوبكنز. ص. 180–181. ISBN:978-0-8018-6510-7. OCLC:51480811.
11. ↑  غراي، كريستوفر (14 مايو 1989). "هل حان الوقت لإعادة تطوير بارك أفنيو؟". نيويورك تايمز. مؤرشف من الأصل في 2021-04-20. اطلع عليه بتاريخ 2021-03-15.
12. 1 2  هايز، توماس سي. (25 أغسطس 1981). "بيع المقر الرئيسي لبنك هانوفر". نيويورك تايمز. مؤرشف من الأصل في 2022-04-23. اطلع عليه بتاريخ 2022-04-23. {{استشهاد بخبر}}: الوسيط |حالة المسار=حي غير صالح (مساعدة)
13. ↑  أوسر، آلان إس. (30 سبتمبر 1981). "عقارات: موقع هيكفيل للمكاتب الجديدة". نيويورك تايمز. مؤرشف من الأصل في 2022-04-23. اطلع عليه بتاريخ 2022-04-23. {{استشهاد بخبر}}: الوسيط |حالة المسار=حي غير صالح (مساعدة)
14. 1 2  غودمان، جورج (30 أكتوبر 1983). "مانوفاكتوررز هانوفر تعيد تصميم ناطحتها". نيويورك تايمز. مؤرشف من الأصل في 2020-11-04. اطلع عليه بتاريخ 2020-08-21. {{استشهاد بخبر}}: الوسيط |حالة المسار=حي غير صالح (مساعدة)
15. ↑  باغلي، تشارلز ف. (2 ديسمبر 2000). "تشيس تقول إنها حصلت على اتفاق بشأن موقع في بارك أفنيو". نيويورك تايمز. مؤرشف من الأصل في 2020-09-15. اطلع عليه بتاريخ 2020-04-11. {{استشهاد بخبر}}: الوسيط |حالة المسار=حي غير صالح (مساعدة)
16. ↑  بلومبرغ نيوز (15 مارس 2000). "تشيس مانهاتن تؤجر 14 طابقًا". نيويورك تايمز. مؤرشف من الأصل في 2024-12-02. اطلع عليه بتاريخ 2022-04-24.
17. ↑  هيوز، سي. جي. (سبتمبر 2018). "إعادة تطوير المبنى دون تراثه". مؤرشف من الأصل في 2022-08-30. اطلع عليه بتاريخ 2022-08-30.
18. ↑  "جي بي مورغان تشيس تحصل على شهادة LEED البلاتينية لمقرها الرئيسي في 270 بارك أفنيو". 26 مارس 2012. مؤرشف من الأصل في 2023-04-17. اطلع عليه بتاريخ 2022-04-22.
19. ↑  كايدن، جيرولد إس. (2000). المساحات العامة المملوكة للقطاع الخاص: تجربة مدينة نيويورك. وايلي. ص. 10. ISBN:978-0-471-36257-9. OCLC:43657162. مؤرشف من الأصل في 2024-09-28. {{استشهاد بكتاب}}: الوسيط |الأول2= يفتقد |الأخير2= (مساعدة).
20. ↑  هيغنز وكواسبرث (24 فبراير 2006). مبنى سيغرام (PDF) (Report). السجل الوطني للأماكن التاريخية، خدمة المنتزهات الوطنية. ص. 17. مؤرشف من الأصل (PDF) في 2021-08-29. اطلع عليه بتاريخ 2022-04-23. {{استشهاد بتقرير}}: الوسيط |حالة المسار=حي غير صالح (مساعدة).
21. ↑  ميرتنز، ديتلف (2014). ميس. دار نشر فايدون. ص. 344. ISBN:978-0-7148-3962-2. OCLC:872051711.